# Medetera varipes
Medetera varipes är en tvåvingeart som beskrevs av Van Duzee 1929. Medetera varipes ingår i släktet Medetera och familjen styltflugor.
Artens utbredningsområde är Guatemala. Inga underarter finns listade i Catalogue of Life.